# 近江八幡市立沖島小学校
近江八幡市立沖島小学校（おうみはちまんしりつ おきしましょうがっこう）は、滋賀県近江八幡市沖島町にある公立小学校。
琵琶湖に浮かぶ沖島の南岸に位置する。沖島は日本国内の淡水湖上の離島で唯一の有人島であるため、当校も淡水湖上の離島で唯一の小学校ということになる。
2009年度の在籍児童は約9人と市内では最少。このため近江八幡市内全域から通学できる小規模特認校に指定されており、2008年度は6年生が1人、校区外から船で通学していた。2019年度の児童数は14人。

## 沿革
- 1875年（明治8年） - 西福寺本堂に瀛津（おきつ）学校を開設。
- 1884年（明治17年） - 沖島小学校と改称。
- 1886年（明治19年） - 簡易科沖島小学校と改称。
- 1893年（明治26年） - 島村立沖島尋常小学校と改称、開校式を挙行。この年を創立年とする。
- 1905年（明治38年） - 水産補習学校を付設。
- 1909年（明治42年）11月23日 - 沖島町343番地に校舎新築、落成。
- 1940年（昭和15年） - 校章制定。高等科を併設。
- 1941年（昭和16年）4月1日 - 沖島国民学校と改称。
- 1947年（昭和22年）4月20日 - 島村立沖島小学校と改称。沖島中学校を併設。
- 1948年（昭和23年）3月31日 - 沖島中学校が八幡中学校沖島分校に改称。
- 1951年（昭和26年）4月1日 - 蒲生郡島村が同郡八幡町へ編入されたのに伴い、八幡町立沖島小学校と改称。
- 1952年（昭和27年）4月1日 - 校歌制定。
- 1954年（昭和29年）3月31日 - 蒲生郡八幡町が周辺町村と合併、市制施行したのに伴い、近江八幡市立沖島小学校と改称。
- 1960年（昭和35年） - 児童数が129人と、ピークを迎える。
- 1964年（昭和39年）4月8日 - 近江八幡市立八幡中学校沖島分校が八幡中学校に統合される。スクールボートの運航開始。
- 1992年（平成4年）10月10日 - 創立100周年記念式典を挙行。
- 2008年（平成20年） - 敷地内に近江八幡市立沖島幼稚園を開設。

## 通学区域
沖島全域。小規模特認校のため、近江八幡市教育委員会の認可を受けた場合は近江八幡市内全域から進学が可能。
- 近江八幡市
  - 沖島町

卒業生は基本的に近江八幡市立八幡中学校へ進学する。

## 周辺
- 近江八幡市立沖島幼稚園
- 近江八幡沖島郵便局

## アクセス
- 堀切新港または長命寺港から沖島通船で渡航。沖島港から北東へ500m。